# Camelotia
Camelotia (có nghĩa "từ Camelot") là một chi khủng long Sauropod hoặc Prosauropod từ kỷ Tam Điệp muộn được phát hiện tại Anh. Các nhà cổ sinh vật học thường cố gắng phân loại nó vào họ mà nó có thể thuộc về, trong quá khứ, Camelotia thường được phân loại vào nhóm Prosauropod, nhưng nhóm khủng long nguyên thủy này luôn luôn biến chuyển.
Loài điển hình, C. borealis, được mô tả lần đầu tiên bởi Galton vào năm 1985. Các loài khủng long trước đây được biết đến là Avalonianus và Gresslyosaurus đã bị loại khỏi Camelotia.